# 王僧孺
王僧孺（465年—522年），字僧孺，東海郡郯（今山東郯城）人。魏衛將軍王肅八世孫，晉左光祿大夫王雅的曾孫。祖父王准是南朝宋司徒左長史。父亲王延年，家道中落。
僧孺五歲時就能讀《孝經》，六歲能屬文，因家貧，常幫人抄書，所寫既畢，內容都背誦無誤。南朝齊時擔任太学博士，因善辞藻入幕於竟陵王萧子良门下，编撰《四部要略》，与任昉有往來，与沈约、任昉并为当时三大藏书家。南朝梁初歷任南海太守、御史中丞及南康王长史，被典签汤道愍所排斥。天监十年，转徙至南徐州。工於书法，《南史》本传说他“善楷、隶”。晚年患有“癫眩屡动，消温频增”之病。
原有集三十卷，散佚，明代张溥辑为《王左丞集》，收入《汉魏六朝百三家集》。

## 延伸阅读
[在维基数据编辑]
 在维基文库阅读此作者作品
 《梁書·卷33》，出自姚思廉《梁書》
 《南史·卷59》，出自李延壽《南史》